# Sosefo Mautāmakia II
Ne doit pas être confondu avec Sosefo Mautamakia Ier.
Sosefo Mautāmakia II est un roi coutumier au titre de (lavelua) d'Uvea qui règne de 1916 à 1918. Il est choisi pour être roi après la mort de son prédécesseur, Soane-Patita Lavuia. Originaire de Hihifo, il a été destitué par ses ministres coutumiers après deux ans de règne. Vitolo Kulihaapai lui succède.